# روبن دوویار
روبن دوویار (فرانسوی: Robin Duvillard‎؛ زادهٔ ۲۲ دسامبر ۱۹۸۳) اسکی‌باز صحرانوردی اهل فرانسه است.